# Deutsche Kurzbahnmeisterschaften 2016
Die Deutschen Kurzbahnmeisterschaften 2016 im Schwimmen fanden vom 17. bis 20. November 2016 erstmals in der Schwimm- und Sprunghalle im Europasportpark Berlin statt. Veranstalter und Ausrichter war der Deutsche Schwimm-Verband. Der Wettkampf diente gleichzeitig als einziger Qualifikationswettkampf für die Kurzbahnweltmeisterschaften 2016 in Windsor. Neben sechs Staffelwettkämpfen wurden bei Männern und Frauen je 18 Einzeltitel vergeben. Marco Koch war mit fünf Titeln (3 im Einzel und 2 in der Staffel) der erfolgreichste Athlet dieser Meisterschaften und stellte über 200 Meter Brust einen neuen Weltrekord sowie über 100 Meter Brust einen neuen DSV-Rekord auf. Nina Kost sicherte sich ebenfalls drei Einzeltitel.

## Teilnehmer
Teilnahmeberechtigt waren je Strecke die 100 schnellsten Schwimmer und Staffeln Deutschlands (offene Klasse) der laufenden Saison (23. November 2015 bis einschließlich 6. November 2016).

## Deutsche Meister
| Disziplin               | Männer                                                                   | Männer                                                                   | Männer                                                                   | Frauen                                                                   | Frauen                                                                   | Frauen   |
| Disziplin               | Name                                                                     | Verein                                                                   | Zeit                                                                     | Name                                                                     | Verein                                                                   | Zeit     |
| 050 m Freistil          | Robert Könneker                                                          | SG Stadtwerke München                                                    | 00:21,80                                                                 | Nina Kost                                                                | SV Nikar Heidelberg                                                      | 00:24,58 |
| 100 m Freistil          | Tim-Thorben Suck                                                         | Potsdamer SV                                                             | 00:48,46                                                                 | Nina Kost                                                                | SV Nikar Heidelberg                                                      | 00:53,88 |
| 200 m Freistil          | Johannes Hintze                                                          | Potsdamer SV                                                             | 01:45,03                                                                 | Reva Foos                                                                | DSW 1912 Darmstadt                                                       | 01:56,25 |
| 400 m Freistil          | Poul Zellmann                                                            | SG Essen                                                                 | 03:41,17                                                                 | Isabel Marie Gose                                                        | Potsdamer SV                                                             | 04:04,89 |
| 800 m Freistil          | Ruwen Straub                                                             | SV Würzburg 05                                                           | 07:38,19                                                                 | Celine Rieder                                                            | SSG Saar Max Ritter                                                      | 08:25,50 |
| 1500 m Freistil0        | Poul Zellmann                                                            | SG Essen                                                                 | 14:33,33                                                                 | Celine Rieder                                                            | SSG Saar Max Ritter                                                      | 16:02,86 |
| 050 m Brust             | Marco Koch                                                               | DSW 1912 Darmstadt                                                       | 00:26,73                                                                 | Annalena Felker                                                          | SG Essen                                                                 | 00:31,11 |
| 100 m Brust             | Marco Koch                                                               | DSW 1912 Darmstadt                                                       | 00:56,75                                                                 | Jessica Steiger                                                          | VfL Gladbeck                                                             | 01:06,59 |
| 200 m Brust             | Marco Koch                                                               | DSW 1912 Darmstadt                                                       | 02:00.44                                                                 | Jessica Steiger                                                          | VfL Gladbeck                                                             | 02:23,81 |
| 050 m Schmetterling     | Jonas Bergmann                                                           | SG Osnabrück                                                             | 00:23,53                                                                 | Doris Eichhorn                                                           | Aqua Berlin                                                              | 00:26,31 |
| 100 m Schmetterling     | Johannes Tesch                                                           | SV Halle/Saale                                                           | 00:51,97                                                                 | Lisa Höpink                                                              | SG Essen                                                                 | 00:58,71 |
| 200 m Schmetterling     | David Thomasberger                                                       | SV Halle/Saale                                                           | 01:54,49                                                                 | Lisa Höpink                                                              | SG Essen                                                                 | 02:08,22 |
| 050 m Rücken            | Marek Ulrich                                                             | SV Halle/Saale                                                           | 00:23.76                                                                 | Laura Riedemann                                                          | SV Halle/Saale                                                           | 00:27.29 |
| 100 m Rücken            | Christian Diener                                                         | Potsdamer SV                                                             | 00:51,15                                                                 | Laura Riedemann                                                          | SV Halle/Saale                                                           | 00:58,91 |
| 200 m Rücken            | Andreas Wiesner                                                          | EWR Rheinhessen-Mainz                                                    | 01:54,22                                                                 | Jenny Mensing                                                            | SC Wiesbaden 1911                                                        | 02:05,04 |
| 100 m Lagen             | Philip Heintz                                                            | SV Nikar Heidelberg                                                      | 00:52,55                                                                 | Nina Kost                                                                | SV Nikar Heidelberg                                                      | 01:01,04 |
| 200 m Lagen             | Philip Heintz                                                            | SV Nikar Heidelberg                                                      | 01:52,17                                                                 | Maxine Wolters                                                           | SG Bille Hamburg                                                         | 02:09,84 |
| 400 m Lagen             | Johannes Hintze                                                          | Potsdamer SV                                                             | 04:07,18                                                                 | Leonie Antonia Beck                                                      | SV Würzburg 05                                                           | 04:35,54 |
| 4 × 50 m Freistil       | Berliner TSC Ertel, Zwiesigk, Oldenburg, Litke                           | Berliner TSC Ertel, Zwiesigk, Oldenburg, Litke                           | 01:29,23                                                                 | W98 Hannover Jacob, Köhler, Braul, Wartenberg                            | W98 Hannover Jacob, Köhler, Braul, Wartenberg                            | 01:42,27 |
| 4 × 50 m Lagen          | DSW 1912 Darmstadt Löwel, Koch, Fährmann, Flohr                          | DSW 1912 Darmstadt Löwel, Koch, Fährmann, Flohr                          | 01:37,09                                                                 | SG Essen van Loock, Ruhnau, Kohlat, Höpink                               | SG Essen van Loock, Ruhnau, Kohlat, Höpink                               | 01:53,21 |
| 4 × 50 m Freistil Mixed | Berliner TSC Jenny Lahl, Timo Zwiesigk, Alexander Litke, Josephine Tesch | Berliner TSC Jenny Lahl, Timo Zwiesigk, Alexander Litke, Josephine Tesch | Berliner TSC Jenny Lahl, Timo Zwiesigk, Alexander Litke, Josephine Tesch | Berliner TSC Jenny Lahl, Timo Zwiesigk, Alexander Litke, Josephine Tesch | Berliner TSC Jenny Lahl, Timo Zwiesigk, Alexander Litke, Josephine Tesch | 01:34,85 |
| 4 × 50 m Lagen Mixed    | DSW 1912 Darmstadt Lukas Löwel, Marco Koch, Selina Celar, Reva Foos      | DSW 1912 Darmstadt Lukas Löwel, Marco Koch, Selina Celar, Reva Foos      | DSW 1912 Darmstadt Lukas Löwel, Marco Koch, Selina Celar, Reva Foos      | DSW 1912 Darmstadt Lukas Löwel, Marco Koch, Selina Celar, Reva Foos      | DSW 1912 Darmstadt Lukas Löwel, Marco Koch, Selina Celar, Reva Foos      | 01:44,41 |